# Wolta (rzeka)
Wolta (ang. Volta River, fr. Fleuve Volta) – rzeka w Afryce Zachodniej, przepływa przez Burkina Faso i Ghanę. 
Wolta powstaje z połączenia trzech rzek: Wolty Czarnej (zwanej też Mouhoun), Wolty Białej (Nakambé) i Wolty Czerwonej (dopływu Wolty Białej, zwanego też Nazinon). Długość rzeki od źródeł Wolty Czarnej wynosi około 1500 km, a powierzchnia jej dorzecza – 394 tys. km². Rzeka uchodzi niewielką deltą do Zatoki Gwinejskiej. Jej główne dopływy to: Sene, Afram (prawe) oraz Daka i Oti (lewe). Przepływy wody w rzece są nieregularne i odznaczają się bardzo dużymi wahaniami od 14 m³/s do 15 tys. m³/s.
W latach 1961–1965 w dolnym biegu rzeki powstała Zapora Akosombo. W wyniku spiętrzenia wód rzeki powstał jeden z największych sztucznych zbiorników wodnych świata – jezioro Wolta o powierzchni 8,5 tys. km². Elektrownia wodna w Akosombo ma moc 900 MW.
Od nazwy rzeki wywodziła się nazwa dawnej kolonii, a później niepodległego państwa Górna Wolta, od 1984 noszącego nazwę Burkina Faso.